# Joseph Black
Pour les articles homonymes, voir Black.
Joseph Black (né le 16 avril 1728 à Bordeaux – mort le 6 décembre 1799 à Édimbourg) est un physicien et chimiste écossais, passé à la postérité pour avoir dégagé les concepts de chaleur latente et de chaleur spécifique, et pour avoir découvert le dioxyde de carbone. Il combattit l'hypothèse du « phlogistique », proposant de lui substituer sa théorie du calorique. Il fut professeur de médecine et conférencier en chimie à l’université de Glasgow. James Watt, qui était employé comme préparateur de physique de cette même université en 1756, conférait volontiers avec Black de ses expériences sur l'effet de la vapeur comprimée.
Les bâtiments de chimie de l’université d'Édimbourg et de l’université de Glasgow portent son nom.

## Biographie

### Formation universitaire
Joseph Black naquit à Bordeaux, où ses parents étaient négociants en vins,. Il eut douze frères et sœurs. Il s'inscrivit à l’université de Glasgow à l'âge de dix-huit ans, et dix ans plus tard partit terminer ses études de médecine à Édimbourg.

### La balance de précision

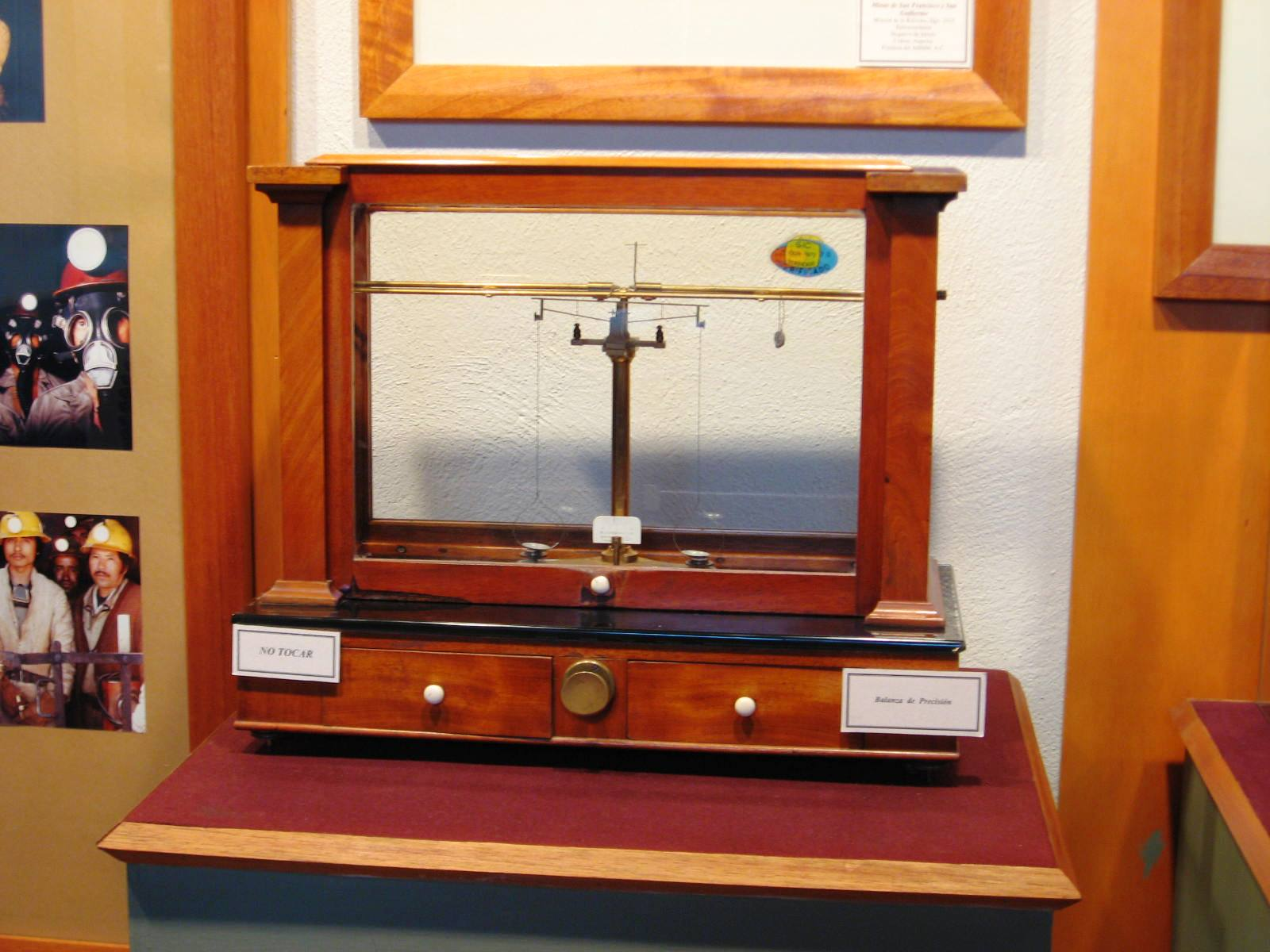
Une balance de précision pour l'analyse chimique quantitative.

Vers 1750, Joseph Black imagina une balance de précision consistant en un fléau allégé articulé sur un pivot en forme de coin. Chaque extrémité du fléau portait un plateau (un pour l'échantillon à peser, l'autre pour les poids de mesure). Elle surpassait de beaucoup, selon les chercheurs du De Witt Staten Museum of medical research, la précision des autres balances de l’époque, et s’imposa dans la plupart des laboratoires de chimie de la fin du XVIIIe siècle.

### Identification du dioxyde de carbone
Black rechercha les propriétés des gaz qui se dégageaient dans les différentes réactions connues alors. C’est ainsi qu’il découvrit qu’en calcinant de la craie (carbonate de calcium) ou en l'aspergeant d'acide, il se dégageait une vapeur d’« air fixe », gaz plus dense que l’air dans lequel une flamme s'éteint, ou un animal s’asphyxie. Vers 1754, Black découvrit enfin qu'en faisant barboter ce gaz à travers une solution aqueuse de chaux (hydroxyde de calcium), il faisait précipiter le carbonate de calcium. Il s'appuya sur cette propriété singulière pour montrer que le dioxyde de carbone est le gaz même qui est produit aussi bien par la respiration animale que par la fermentation microbienne. En 1755, il reconnut le magnésium comme un élément chimique.
En 1757, Black fut appelé à occuper la chaire Regius de médecine et de pathologie de l’université de Glasgow. Ses Leçons de chimie seront publiées.

### «Calorique» et chaleur «latente»

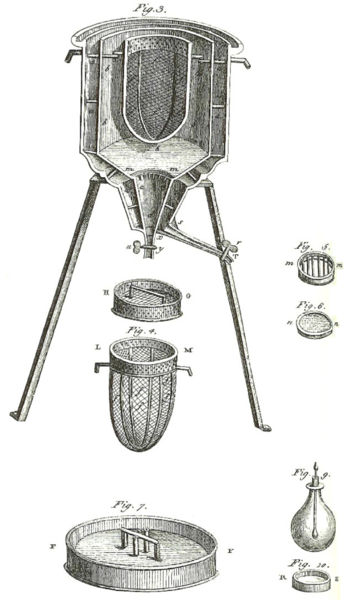
Ce calorimètre à glace, le premier jamais construit, servit à Antoine Lavoisier et Pierre-Simon de Laplace à déterminer au cours de l'hiver 1782–83 la chaleur échangée lors de différentes réactions chimiques, par des calculs inspirés de ceux de Joseph Black pour la chaleur latente.

En 1761, Black mit en évidence que le chauffage de la glace fondante n’élève guère sa température, mais modifie simplement les proportions de glace et d'eau. De même, Black observa que le chauffage de l’eau bouillante n'augmente plus la température de l’eau, mais accélère seulement sa transformation en vapeur. De là, il crut pouvoir conclure que la chaleur est un fluide, le « calorique », qui s’associe aux particules de glace (respectivement à l'eau en ébullition), et qu'il appela, du fait de sa recombinaison aux corps visibles, « chaleur latente » (aujourd'hui dénommée enthalpie de changement d'état). La théorie du calorique était une alternative à celle, controversée, du « phlogistique », qui postulait l'émission de chaleur par les corps eux-mêmes. Quant à la théorie de la chaleur latente, l'une des principales contributions de Black aux sciences physiques, elle marque les débuts de la thermodynamique,.
Black compara également l'accroissement de température d'une même masse de différentes substances soumises à un échauffement identique, et aboutit à la notion de « chaleur spécifique » (aujourd'hui dénommée capacité thermique massique).

### Le «condenseur» de James Watt
Ces recherches eurent leur part dans le développement de la machine à vapeur. En 1757-58, Black s’était lié d’amitié avec un préparateur de l’université, James Watt. Ce dernier commençait en 1761 à publier ses recherches sur l'effet de la vapeur comprimée à l’université de Glasgow, et Black appuyait financièrement ses premiers prototypes de machine à vapeur. Black avait montré que la chaleur latente de l'eau est considérable au regard de celle des autres liquides : cette remarque stimula James Watt dans ses tentatives d'améliorer le rendement de la machine de Newcomen. Watt eut ainsi l'idée de lui adjoindre un condenseur séparé, tout en maintenant la température du corps de piston à peu près à celle de la vapeur (en le maintenant au contact d'un réservoir de vapeur périphérique). Le fait de ne pas avoir à réchauffer le corps de piston cylindrique à chaque cycle représente en effet un gain d'énergie véritablement immense.
C’est par Joseph Black que James Watt fit en 1765 la connaissance d'un futur associé, le scientifique et industriel John Roebuck (1718-1794). Watt et Black furent également associés dans une manufacture de soude ; Black n'avait pourtant aucun intéressement financier dans cette affaire, qui se solda par un échec commercial.

### Vie sociale
Black était membre du Poker Club et un proche de David Hume, Adam Smith et d'autres figures éminentes du mouvement des Lumières.
Il fut l’un des piliers de la Lunar Society qui réunissait des industriels, des inventeurs et des scientifiques. Parmi ceux qui assistaient plus ou moins régulièrement aux réunions figuraient aussi Matthew Boulton, Erasmus Darwin, Samuel Galton Junior, James Keir, Joseph Priestley, Josiah Wedgwood, James Watt, John Whitehurst et William Withering.
Le 20 mai 1789, Condorcet lui annonce par lettre sa désignation en qualité de correspondant étranger de l'Académie des sciences de Paris.
En 2011, des fouilles archéologiques menées dans l’université d’Édimbourg mirent au jour des instruments de mesure que l'on croit pouvoir attribuer à Joseph Black.
Black, resté célibataire, mourut à Édimbourg à l'âge de 71 ans et fut inhumé dans Greyfriars Kirkyard.

## Publications en ligne
- Experiments upon magnesia alba, quicklime, and some other alcaline substances, 1755/1898, Projet Gutenberg.

## Compléments

### Sources
Cet article comprend des extraits du Dictionnaire Bouillet. Il est possible de supprimer cette indication, si le texte reflète le savoir actuel sur ce thème, si les sources sont citées, s'il satisfait aux exigences linguistiques actuelles et s'il ne contient pas de propos qui vont à l'encontre des règles de neutralité de Wikipédia.